# أكسيل كارولين
أكسيل كارولين هي منتجة أفلام وكاتبة سيناريو وكاتِبة وفنانة مكياج ومؤلفة وصحفية ومخرجة وممثلة بلجيكية، ولدت في 3 أبريل 1979 بإقليم بروكسل العاصمة في بلجيكا.

## أعمال

### أفلام
- (2008) يوم القيامة[5]
- (2009) ذا ديسنت 2

## وصلات خارجية
- أكسيل كارولين على موقع IMDb (الإنجليزية)
- أكسيل كارولين على موقع روتن توميتوز (الإنجليزية)
- أكسيل كارولين على موقع ألو سيني (الفرنسية)
- أكسيل كارولين على موقع أول موفي (الإنجليزية)
- أكسيل كارولين على موقع قاعدة بيانات الأفلام السويدية (السويدية)
- أكسيل كارولين على موقع قاعدة بيانات الفيلم (الإنجليزية)
- أكسيل كارولين على موقع كينوبويسك (الروسية)